# Bagabag
Bagabag è una municipalità di terza classe delle Filippine, situata nella Provincia di Nueva Vizcaya, nella regione della Valle di Cagayan.
Bagabag è formata da 17 baranggay:
- Bakir
- Baretbet
- Careb
- Lantap
- Murong
- Nangalisan
- Paniki
- Pogonsino
- Quirino (Pob.)
- San Geronimo (Pob.)
- San Pedro (Pob.)
- Santa Cruz
- Santa Lucia
- Tuao North
- Tuao South
- Villa Coloma (Pob.)
- Villaros